# یک لطف ساده دیگر
یک لطف ساده دیگر (انگلیسی: Another Simple Favor) فیلم کمدی سیاه و معمایی آمریکایی محصول سال ۲۰۲۵ به کارگردانی پال فیگ با بازی آنا کندریک، بلیک لایولی، هنری گلدینگ، اندرو رنلز، میکله مورونه، الیزابت پرکینز و الیسون جنی است. این دنباله‌ای بر فیلم یک لطف ساده (۲۰۱۸) محسوب می‌شود. فیلم استفانی اسموترز و امیلی نلسون را دنبال می‌کند که به جزیره زیبای کاپری، ایتالیا می‌روند تا برای عروسی عجیب امیلی با یک تاجر ثروتمند ایتالیایی حضورداشته باشند.
این فیلم قرار است در ۷ مارس ۲۰۲۵ در جشنواره جنوب از جنوب غربی اکران شود و در تاریخ ۱ می ۲۰۲۵ در آمازون پرایم ویدئو منتشر خواهد شد.

## خلاصه داستان
قتلی در عروسی عجیب امیلی با یک تاجر ایتالیایی در جزیره کاپری ایتالیا رخ می‌دهد.

## ساخت
فیلمبرداری اصلی در اواخر مارس ۲۰۲۴ آغاز شد. قبلاً قرار بود در پاییز ۲۰۲۳ در کاپری، ایتالیا و تورنتو، انتاریو، کانادا آغاز شود. فیلمبرداری در ۲۶ مه ۲۰۲۴ به پایان رسید.